# Tour Apocalipsis Zombi
El Apocalipsis Zombi Tour fue la gira musical realizada por el grupo uruguayo El Cuarteto de Nos para promover su decimoquinto disco de estudio Apocalipsis Zombi, lanzado en mayo de 2017. El tour empezó el 13 de mayo de 2017 en Villa Martelli, Argentina y finalizó el 11 de agosto de 2019 en Medellín, Colombia, tras dos años y dos meses en diversos países de Sudamérica, Norteamérica, Centroamérica y Europa.
Es el primer CD de la banda en ser producido por Cachorro López y bajo el sello de Sony Music Argentina. Es, además, el tercero grabado por la nueva alineación de cinco integrantes tras la salida del guitarrista Riki Musso en 2009. También es el primer CD en el que Santiago Tavella no canta ni compone alguna canción.
Según Roberto Musso (líder de la banda y único compositor) es un CD cuyo apartado lírico entra en el género de "realidad fantasiosa" pues aborda tópicos de la vida real mediante seres fantásticos (como zombis, gauchos con superpoderes, etc.).

## Conciertos
| Fecha                    | Ciudad                 | País                 | Recinto                                   |
| Primera Etapa - 2017     | Primera Etapa - 2017   | Primera Etapa - 2017 | Primera Etapa - 2017                      |
| ------------------------ | ---------------------- | -------------------- | ----------------------------------------- |
| Sudamérica               |                        |                      |                                           |
| 13 de mayo de 2017       | Villa Martelli         | Argentina            | Festival Nuestro                          |
| 12 de agosto de 2017     | Rosario                | Argentina            | Vorterix                                  |
| 19 de agosto de 2017     | Buenos Aires           | Argentina            | Luna Park                                 |
| 25 de agosto de 2017     | Mendoza                | Argentina            | Auditorio "Ángel Bustelo"                 |
| 26 de agosto de 2017     | San Juan               | Argentina            | Sala Del Sol                              |
| 27 de agosto de 2017     | San Luis               | Argentina            | Sala Hugo del Carril                      |
| 29 de agosto de 2017     | Jujuy                  | Argentina            | Cine Municipal Select                     |
| 30 de agosto de 2017     | Salta                  | Argentina            | Teatro Nuestra Señora del Huerto          |
| 1 de septiembre de 2017  | San Miguel de Tucumán  | Argentina            | Teatro Mercedes Sosa                      |
| 2 de septiembre de 2017  | Córdoba                | Argentina            | Quality Espacio                           |
| 3 de septiembre de 2017  | San Miguel             | Argentina            | XLR Club                                  |
| 9 de septiembre de 2017  | Montevideo             | Uruguay              | Teatro de Verano Ramón Collazo            |
| 10 de septiembre de 2017 | Concordia              | Argentina            | Club Lennon                               |
| 13 de septiembre de 2017 | Bogotá                 | Colombia             | Sesiones Radiónica                        |
| 14 de septiembre de 2017 | Pasto                  | Colombia             | Club Del Comercio                         |
| 15 de septiembre de 2017 | Cali                   | Colombia             | La Sucursal Del Cielo                     |
| 16 de septiembre de 2017 | Medellín               | Colombia             | Teatro Metropolitano José Gutiérrez Gómez |
| 17 de septiembre de 2017 | Bogotá                 | Colombia             | Auditorio Mayor                           |
| 28 de septiembre de 2017 | Lima                   | Perú                 | Centro de Convenciones Barranco - CCB     |
| 30 de septiembre de 2017 | Quito                  | Ecuador              | Cotacachi                                 |
| 7 de octubre de 2017     | Santiago de Chile      | Chile                | Club Chocolate                            |
| 13 de octubre de 2017    | San José de Mayo       | Uruguay              | Asociación Rural del Uruguay              |
| 4 de noviembre de 2017   | Colonia del Sacramento | Uruguay              | Disco Miró Club                           |
| 11 de noviembre de 2017  | Punta del Este         | Uruguay              | Conrad Hotels & Resorts                   |
| 23 de noviembre de 2017  | San Isidro             | Argentina            | Centro Cultural San Isidro                |
| 24 de noviembre de 2017  | La Plata               | Argentina            | Teatro Ópera                              |
| 25 de noviembre de 2017  | Haedo                  | Argentina            | Auditorio Oeste                           |
| 26 de noviembre de 2017  | Temperley              | Argentina            | Auditorio Sur                             |
| 1 de diciembre de 2017   | Montevideo             | Uruguay              | Montevideo Rock                           |
| Centroamérica            |                        |                      |                                           |
| 19 de septiembre de 2017 | Managua                | Nicaragua            | Centro de Convenciones Olof Palme         |
| Norteamérica             |                        |                      |                                           |
| 26 de octubre de 2017    | Guadalajara            | México               | C3 Stage                                  |
| 27 de octubre de 2017    | Morelia                | México               | Tezla Music Gallery                       |
| 28 de octubre de 2017    | Ciudad de México       | México               | Carpa Astros                              |
| 29 de octubre de 2017    | Cuernavaca             | México               | Campo La Union Patriotas                  |
| Segunda Etapa - 2018     |                        |                      |                                           |
| Sudamérica               |                        |                      |                                           |
| 6 de enero de 2018       | La Paloma              | Uruguay              | Fiesta de La X                            |
| 19 de enero de 2018      | Allen                  | Argentina            | Fiesta Nacional de la Pera                |
| 25 de enero de 2018      | Mar del Plata          | Argentina            | Mute, Club de Mar                         |
| 27 de enero de 2018      | Buenos Aires           | Argentina            | Ciudad Cultural Konex                     |
| 10 de febrero de 2018    | Punta Ballena          | Uruguay              | Medio y Medio                             |
| 17 de febrero de 2018    | San Bernardino         | Paraguay             | Reciclarte                                |
| 1 de abril de 2018       | Buenos Aires           | Argentina            | Museum Live                               |
| 12 de mayo de 2018       | Montevideo             | Uruguay              | Teatro de Verano Ramón Collazo            |
| 18 de mayo de 2018       | Avellaneda             | Argentina            | Teatro Colonial                           |
| 19 de mayo de 2018       | Ituzaingó              | Argentina            | Teatro Gran Ituzaingó                     |
| 20 de mayo de 2018       | La Plata               | Argentina            | Teatro Ópera                              |
| 17 de agosto de 2018     | Buenos Aires           | Argentina            | Luna Park                                 |
| 18 de agosto de 2018     | Rosario                | Argentina            | Teatro Vorterix                           |
| 19 de agosto de 2018     | Santa Fe               | Argentina            | Centro Cultural ATE Casa España           |
| 20 de agosto de 2018     | San Miguel de Tucumán  | Argentina            | Teatro Mercedes Sosa                      |
| 21 de agosto de 2018     | Salta                  | Argentina            | Teatro Nuestra Señora del Huerto          |
| 23 de agosto de 2018     | San Juan               | Argentina            | Renatto Eventos                           |
| 24 de agosto de 2018     | Mendoza                | Argentina            | Nave cultural Mendoza                     |
| 25 de agosto de 2018     | Córdoba                | Argentina            | Quality Espacio                           |
| 22 de septiembre de 2018 | Monte Hermoso          | Argentina            | Fiesta de Primavera                       |
| 4 de octubre de 2018     | Montevideo             | Uruguay              | Auditorio Nacional Doctora Adela Reta     |
| 6 de octubre de 2018     | Montevideo             | Uruguay              | Auditorio Nacional Doctora Adela Reta     |
| 7 de octubre de 2018     | Montevideo             | Uruguay              | Auditorio Nacional Doctora Adela Reta     |
| 13 de octubre de 2018    | Buenos Aires           | Argentina            | Juegos Olímpicos de la Juventud           |
| 14 de octubre de 2018    | Paysandú               | Uruguay              | Antel Fest                                |
| 25 de octubre de 2018    | Lima                   | Perú                 | Centro de Convenciones Barranco - CCB     |
| 27 de octubre de 2018    | Santiago de Chile      | Chile                | Vívela Festival                           |
| 17 de noviembre de 2018  | Montevideo             | Uruguay              | Montevideo Rock                           |
| 30 de noviembre de 2018  | Guayaquil              | Ecuador              | Teatro Sánchez Aguilar                    |
| 1 de diciembre de 2018   | Quito                  | Ecuador              | Teatro Sucre                              |
| 2 de diciembre de 2018   | Bogotá                 | Colombia             | Auditorio Mayor                           |
| Norteamérica             |                        |                      |                                           |
| 21 de abril de 2018      | Zapopan                | México               | Terraza Vallarta                          |
| Europa                   |                        |                      |                                           |
| 6 de junio de 2018       | Barcelona              | España               | La [2] de Apolo                           |
| 7 de junio de 2018       | Valencia               | España               | Peter Rock Club                           |
| 8 de junio de 2018       | Zaragoza               | España               | Centro Las Armas                          |
| 9 de junio de 2018       | San Sebastián          | España               | Dabadaba                                  |
| 10 de junio de 2018      | Bilbao                 | España               | Azkena Rock Festival                      |
| 12 de junio de 2018      | Madrid                 | España               | Mon Madrid                                |
| 13 de junio de 2018      | Sevilla                | España               | Malandar Music Club                       |
| 15 de junio de 2018      | Lanzarote              | España               | Mandala Original Club Lanzarote           |
| Tercera Etapa - 2019     |                        |                      |                                           |
| Norteamérica             |                        |                      |                                           |
| 21 de marzo de 2019      | Guadalajara            | México               | C3 Stage                                  |
| 22 de marzo de 2019      | Monterrey              | México               | Tecate Pal Norte                          |
| 23 de marzo de 2019      | Querétaro              | México               | La Glotonería                             |
| 24 de marzo de 2019      | Ciudad de México       | México               | El Plaza Condesa                          |
| Sudamérica               |                        |                      |                                           |
| 2 de abril de 2019       | Asunción               | Paraguay             | Asunciónico                               |
| 11 de mayo de 2019       | Neuquén                | Argentina            | Movistar Fri Music                        |
| 9 de agosto de 2019      | Cali                   | Colombia             | Teatro Jorge Isaacs                       |
| 11 de agosto de 2019     | Medellín               | Colombia             | Carnaval Fest                             |
| Europa                   |                        |                      |                                           |
| 6 de julio de 2019       | Madrid                 | España               | Festival Río Babel                        |
| 7 de julio de 2019       | París                  | Francia              | Pan Piper                                 |
| 8 de julio de 2019       | Berlín                 | Alemania             | Bi Nuu                                    |
| 10 de julio de 2019      | Barcelona              | España               | La [2] de Apolo                           |
| 11 de julio de 2019      | Valencia               | España               | 16 TONELADAS \| ROCK CLUB                 |
| 12 de julio de 2019      | Mallorca               | España               | Es Gremi Centre Musical                   |
| 13 de julio de 2019      | Alicante               | España               | Las Cigarreras                            |